# Papaikou
Papaikou és una concentració de població designada pel cens dels Estats Units a l'estat de Hawaii. Segons el cens del 2000 tenia 1.414 habitants.

## Demografia
Segons el cens del 2000, Papaikou tenia 1.414 habitants, 475 habitatges, i 364 famílies La densitat de població era de 372,32 habitants per km².
Dels 475 habitatges en un 29,5% hi vivien nens de menys de 18 anys, en un 52,8% hi vivien parelles casades, en un 14,7% dones solteres, i en un 23,4% no eren unitats familiars. En el 19,4% dels habitatges hi vivien persones soles el 10,7% de les quals corresponia a persones de 65 anys o més que vivien soles. El nombre mitjà de persones vivint en cada habitatge era de 2,98 i el nombre mitjà de persones que vivien en cada família era de 3,35.
Per edats la població es repartia de la següent manera: un 24,2% tenia menys de 18 anys, un 7,7% entre 18 i 24, un 24,8% entre 25 i 44, un 23,2% de 45 a 64 i un 20,1% 65 anys o més.
L'edat mediana era de 40,4 anys. Per cada 100 dones hi havia 97,21 homes. Per cada 100 dones de 18 o més anys hi havia 96,34 homes.
La renda mediana per habitatge era de 37.031 $ i la renda mediana per família de 40.446 $. Els homes tenien una renda mediana de 25.000 $ mentre que les dones 24.205 $. La renda per capita de la població era de 13.782 $. Aproximadament el 12,1% de les famílies i el 15,0% de la població estaven per davall del llindar de pobresa.

## Poblacions més properes
El següent diagrama mostra les poblacions més properes.